# Turdoides hypoleuca
El turdoide pío (Turdoides hypoleuca) es una especie de ave paseriforme de la familia Leiothrichidae endémica de África Oriental.

## Distribución y hábitat
Se encuentra únicamente en el este de África, distribuido por Kenia y Tanzania. Su hábitat natural son los sabanas húmedas y las zonas de matorral tropical.